# Guido Pfeifer
Guido Christian Pfeifer (* 1. Oktober 1968 in Karlsruhe) ist ein deutscher Rechtshistoriker und Inhaber des Lehrstuhls für Antike Rechtsgeschichte, Europäische Privatrechtsgeschichte und Zivilrecht an der Universität Frankfurt am Main.

## Leben
Pfeifer studierte von 1990 bis 1994 Rechtswissenschaften an den Universitäten Marburg und Erlangen. Nach dem ersten juristischen Staatsexamen leistete er seinen Vorbereitungsdienst von 1994 bis 1996 im Bezirk des Oberlandesgericht Bamberg ab und legte 1996 das zweite Staatsexamen ab.
2001 wurde er an der Universität München mit einer Arbeit zum böhmischen Ius regale montanorum im späten Mittelalter zum Dr. jur. promoviert. Dafür erhielt er 2001 den Preis der juristischen Fakultät der Universität München. 2005 habilitierte Pfeifer sich mit einer Arbeit zur Gestaltung von Rechtsgeschäften in Darlehensurkunden im Alten Orient. Nach Lehrstuhlvertretungen in Münster, Regensburg und Frankfurt wurde er schließlich 2007 als Nachfolger von Boudewijn Sirks an die Universität Frankfurt berufen. Ab 2011 war er dort, neben Albrecht Cordes und Thomas Duve, ständiges Mitglied im Leitungsgremium des LOEWE-Schwerpunkts „Außergerichtliche und gerichtliche Konfliktlösung“, eines interdisziplinären Verbundforschungsvorhabens im Rahmen des hessischen Exzellenzprogramms. Dieses endete 2014.
Pfeifer ist nach seinem Lehrer Gerhard Ries der letzte deutsche Jurist, der sich auch mit der Erforschung der Keilschriftrechte beschäftigt. Pfeifer ist akademischer Lehrer von Nadine Grotkamp und Vera Langer.

## Veröffentlichungen
- Ius Regale Montanorum. Ein Beitrag zur spätmittelalterlichen Rezeptionsgeschichte des römischen Rechts in Mitteleuropa. Ebelsbach 2002.
- Fortschritt auf Umwegen. Umgehung und Fiktion in Rechtsurkunden des Altertums. München 2013.
- als Herausgeber mit Philipp Grzimek und Andreas Thier: Kontinuitäten und Zäsuren der Europäischen Rechtsgeschichte. Europäisches Forum Junger Rechtshistorikerinnen und Rechtshistoriker München 22. – 24. Juli 1988. Frankfurt a. M. 1999.
- als Herausgeber mit Nadine Grotkamp: Außergerichtliche Konfliktlösung in der Antike. Beispiele aus drei Jahrtausenden. Frankfurt a. M. 2017.